# 二分之一 (遊戲)
《二分之一》是由零創遊戲開發的一款戰略角色扮演遊戲，於2023年3月17日在Steam發佈，刪去戰鬥玩法的劇情版本《二分之一 劇情純享版》於2024年7月5日發售。遊戲講述在架空的未來，白主教會和黑之燼鴉兩個敵對陣營的衝突故事。

## 遊戲玩法
《二分之一》的劇情內容採用視覺小說玩法，遊戲敘事以第三人稱為主，玩家以上帝視覺了解登場角色的故事，通過不同角色的視角了解世界觀和主線劇情。遊戲中的角色分成白主教會和黑之燼鴉兩個敵對陣營，每個角色的故事分成多個章節，故事章節隨著遊戲進度解鎖。遊戲之初，玩家需要選擇從哪一個陣營開始遊戲，選中陣營的角色故事會優先開放閱讀。章節中的戰鬥關卡採用戰略角色扮演遊戲的遊玩方式，戰場上玩家最多控制三位角色，每個角色都擁有不同的技能，在限定回合內達成關卡目標就能通關。通過主線後，會開啟自由關卡模式，完成關卡會解鎖新的角色和世界觀劇情章節。

## 劇情
過去一種外星蟲子因為母星出現「黑粒」而移居地球，部分人類與之接觸，通過共生可以獲得特殊的能力。不過外星蟲子十分抵觸人類的強烈情感，甚至會被這些情感殺死。其中接觸外星蟲子的W先生成立白主教會並成為初代領導者教皇，教會為了保護外星蟲子，禁止各類能影響人類情感的活動和作品。教會的行動引起部分人類成立黑之燼鴉對抗。最終白主教會憑藉外星蟲子的能力獲得全面勝利，黑之燼鴉只能進行地下活動。白主教會在各地成為多個人類據點「樂園」，消滅了人類所有的文化產品，只有少數高層可以進行研究。部分白主教會研究員同情黑之燼鴉，將白主教會關於「黑粒」的研究技術給予了黑之燼鴉。黑之燼鴉利用新技術復活了擁有強烈情感的死者，這些死者也獲得特殊的能力，至此黑之燼鴉獲得新的戰力，並籌劃了反攻計劃。黑之燼鴉攻陷了樂園286，迫使白主教會退守戰線。

## 開發及發行
《二分之一》是零創遊戲繼《葬花·暗黑桃花源》（《葬花》）後第二部作品，嵇零擔任製作人。遊戲專案原型是嵇零2018年構思的漫畫專案，於2021年8月立案。當時嵇零受到米哈遊和鹰角网络的成功影響，加上《葬花》不俗的商業成績，一度計劃將新專案定位為服務型手機遊戲。為此新專案的開發成本不斷提高，零創遊戲的開發人員數量從《葬花》的5人，擴大後15人。最終礙於成本，嵇零中止了計劃中的各種設計，專案最終以單機遊戲發行，只有計劃中三分之一的內容。
遊戲主題和劇情由嵇零負責，世界觀參考了《美麗新世界》，敘事採用了類似《十三机兵防卫圈》的群像劇。遊戲背景雖然是一個反烏托邦世界，嵇零設計了白主教會和黑之燼鴉兩個對立陣營，但是沒有預設立場去批判維持秩序的白主教會，而是希望玩家在遊玩中自行作出判斷。遊戲美術有六人負責，由frozen_X擔任負責人，他也負責所有的場景美術。美術風格基於世界觀，採用了黑、白、灰、蠟黃為主色調，兩大陣營各以黑白兩色作區分。戰鬥場景中的角色Q版形象，早期參考《Sdorica 萬象物語》的三頭身比例，後期推倒重做為四頭身。角色配音方面，森中人擔任配音導演，配音員大多來自森中人推薦的月声配音社。開發組還特別邀請了在《葬花》有合作過的Hanser，還有陶典參與配音。配音原定於2022年中在北京錄音室舉行，受到2019冠状病毒病北京市疫情影響推遲，部分錄音工作改為網絡上進行。遊戲的戰鬥玩法早期參考《陷陣之志》設計，關卡設計師小黑用了九個月完成相關內容，嵇零在測試時發現這種玩法與劇本敘事不兼容，體驗割裂。最後小黑離開，嵇零更換了另一個關卡設計師九月重做戰場玩法。
遊戲的宣傳費用約15萬人民幣。遊戲原定2022年9月發售，由於開發進度不如預期，多次延期。2022年10月9日，方塊遊戲宣佈負責遊戲發行。同年12月28日，零創遊戲推出遊戲試玩版。2023年1月5日，遊戲在Bilibili展開众筹。2023年3月17日，遊戲在Steam發售。同年6月5日，遊戲手機版登陸QooApp。2024年7月5日，删除戰鬥玩法的《二分之一 劇情純享版》在Steam上架，遊戲原版也更新故事模式。

## 評價
遊戲在Steam發售後獲得大多好評，首週銷量為8000份。GameRes游资网和GameDiary評論員均認為遊戲的敘事和戰鬥玩法結合得不好，GameRes游资网評論員丸子表示戰鬥玩法雖然增加了可玩性，但是「暴露了游戏人物少、格局小的问题」。GameDiary評論員也提到劇情中的戰鬥內容，反而影響了閱讀體驗。他還指出遊戲為了降低門檻，削減了戰鬥難度，對戰略角色扮演遊戲愛好者來說反而是缺乏挑戰性。
美術方面，丸子認為角色立繪整體風格不統一，就算是同一陣營的角色「用色风格与边缘处理方式都不同」，而事件美術插畫相對來說風格更統一。劇情方面，GameDiary評論員表示劇情主線「还没完全展开」就「戛然而止」，故事不夠完整。

## 外部連結
- 《二分之一 (遊戲)》在視覺小說數據庫的頁面 （英文）
- 零创游戏的新浪微博